# Croix de Saint-Pierre-du-Bosguérard
La croix de Saint-Pierre-du-Bosguérard est un monument situé à  Saint-Pierre-du-Bosguérard, en France.

## Historique
L'édifice est daté du XVIe siècle.
La croix est classée comme monument historique depuis le 23 février 1906.